# 佐藤さやか (タレント)
佐藤 さやか（さとう さやか、1982年7月2日 - ）は日本の元グラビアアイドル・タレント。

## 人物
千葉県出身。テレビ東京の『新・出動!ミニスカポリス』でデビュー。青のミニスカートのポリス姿で人気を博した。グラビアアイドル・タレントとして活動していたが、引退。最終所属事務所はシャイニングウィル。

## 主な出演番組
- 新・出動!ミニスカポリス（テレビ東京）
- 出動!ミニスカポリス全国版（BSジャパン）

## 舞台
- PROPAGANDA STAGE「birth」（2003年12月、東京芸術劇場小ホール１）麗華役
- PROPAGANDA STAGE「キューポラのある街」（2004年4月、東京芸術劇場小ホール１）リス役